# Невоспитанный
«Невоспитанный» — песня, написанная украинским исполнителем Иваном Дорном. Композиция была выпущена как первый сингл из альбома Randorn.
Сингл дебютировал в российском чарте онлайн-магазина iTunes Store 15 июля 2013 года на пятой позиции.

## Предыстория и релиз
В 2012 году Дорн выпустил дебютный студийный альбом Co’N’Dorn, получивший одобрение музыкальных критиков и возглавивший российский чарт альбомов. Из альбома было выпущено несколько успешных синглов, в том числе «Стыцамэн», «Северное сияние», «Синими, жёлтыми, красными» и «Бигуди». После завершения концертного тура в поддержку пластинки исполнитель прекратил выступления и, в начале 2013 года, начал записывать второй альбом. За этот период он успел выпустить синглами песни «Так чисто» (записанную для альбома-трибьюта Михею) и «Река» (сингл рэпера Ассаи из его альбома «Задеть за мёртвое»).
7 июня Дорн появился на премии Муз-ТВ 2013, где получил приз в номинации «Лучший альбом» за свою дебютную работу и представил новую песню «Невоспитанный». На следующий день состоялась премьера клипа на композицию, одну из ролей в котором сыграла украинская телеведущая Василиса Фролова. 17 июня композиция была выпущена в радиоэфир, через систему портала Tophit.

## Музыка и текст
«Невоспитанный» записан в жанре хауса, в стилистике, близкой к новой волне английской электроники. Критики описывали её звучание, как клубное («довольно глубокий deep-house»), с отсутствием чёткой мелодической линии. В тексте лирический герой Дорна «сочетает в себе озорного гуляку, задиру и завсегдатая клубов». В песне присутствуют несколько фраз о наркотиках, в том числе: «набитый наркотой, амфетаминами, забитый хаус-битами».
В интервью новому изданию «Афиши» «Волна» исполнитель признавался, что на аранжировку песни повлияли Disclosure и Nightcrawlers, и положительно отзывался о таком сравнении. По его словам, в песне его команда пыталась предугадать музыкальную моду: «как-то с пацанами взяли и почувствовали, что грядет приход дип-хауса с рейверскими мотивами. Ну мы отталкиваемся, конечно, от музыкальных тенденций Лондона и Нью-Йорка», — рассказывал музыкант. Идеей песни было создать «псевдогимн» рейверского движения 1990-х.
В музыкальной теме композиции целиком заимствована мелодия из сингла Good Life детройтского техно-хаус музыканта Кевина Саундерса  музыкального коллектива Inner City — звёзд андеграундной house-сцены 1980-х?

## Реакция критики
| Оценки критиков | Оценки критиков |
| Источник        | Оценка          |
| --------------- | --------------- |
| Афиша           | (смешанная)     |
| Звуки.Ру        | (смешанная)     |
| Красная звезда  | (6 место)       |

В целом песня была положительно встречена музыкальными журналистами, критиками и программными директорами радиостанций России, дебютировав на шестом месте «Экспертного чарта» портала «Красная звезда». Обозреватель портала «Звуки.Ру» Сергей Мудрик, в статье о премии Муз-ТВ, писал, что премьерная песня Дорна оказалась схожа с его же кавером на песню Михея «Так чисто». Критик отмечал, что новым хитом композиция вряд ли станет, что делает ожидание нового материала исполнителя более интригующим. На сайте проекта о поп-музыке «МирМэджи» отмечали, что композиция оказалась лишена смысла, но находили её интересной, хотя и высказывали сомнения о её возможности стать поп-хитом.
Григорий Пророков из журнала «Афиша» писал, что если судить по модности звучания композиции, то можно сделать вывод о том, что Дорн внимательно слушал новую английскую электронику и, в особенности, дуэт Disclosure. Однако критик отмечал, что «Невоспитанный» проигрывает предыдущим хитам Дорна в плане мелодичности. Виктория Базоева из «Звуки.Ру» в обзоре композиции также сравнивала её с произведениями Disclosure и отмечала, что «если раньше Дорн пытался угодить радиостанциям и делал патокообразный поп для дискотек, то теперь жёсткого „Невоспитанного“ не стыдно и в хорошем клубе в четыре утра поставить — только бы ещё маловнятную речь самого Дорна про наркотики и хаусбиты убрать».

## Музыкальное видео
Клип на песню, снятый братьями Мисюра, был презентован на YouTube 8 июня 2013 года. По сообщениям прессы, многие украинские телеканалы отказались ставить видео в эфир, так как нашли в нём суицидальные мотивы и пропаганду наркотиков.

## Список композиций
- Цифровой сингл iTunes[17]

1. «Невоспитанный» — 5:48

## Чарты
| Страна/территория (Чарт)          | Высшая Позиция |
| --------------------------------- | -------------- |
| (Красная звезда. Сводный чарт)    | 72             |
| (Красная звезда. Экспертный чарт) | 6              |
| (Tophit. Общий Топ-100)           | 244            |
| (Tophit. Топ-100 по заявкам)      | 85             |